# Kuchyně Cookových ostrovů

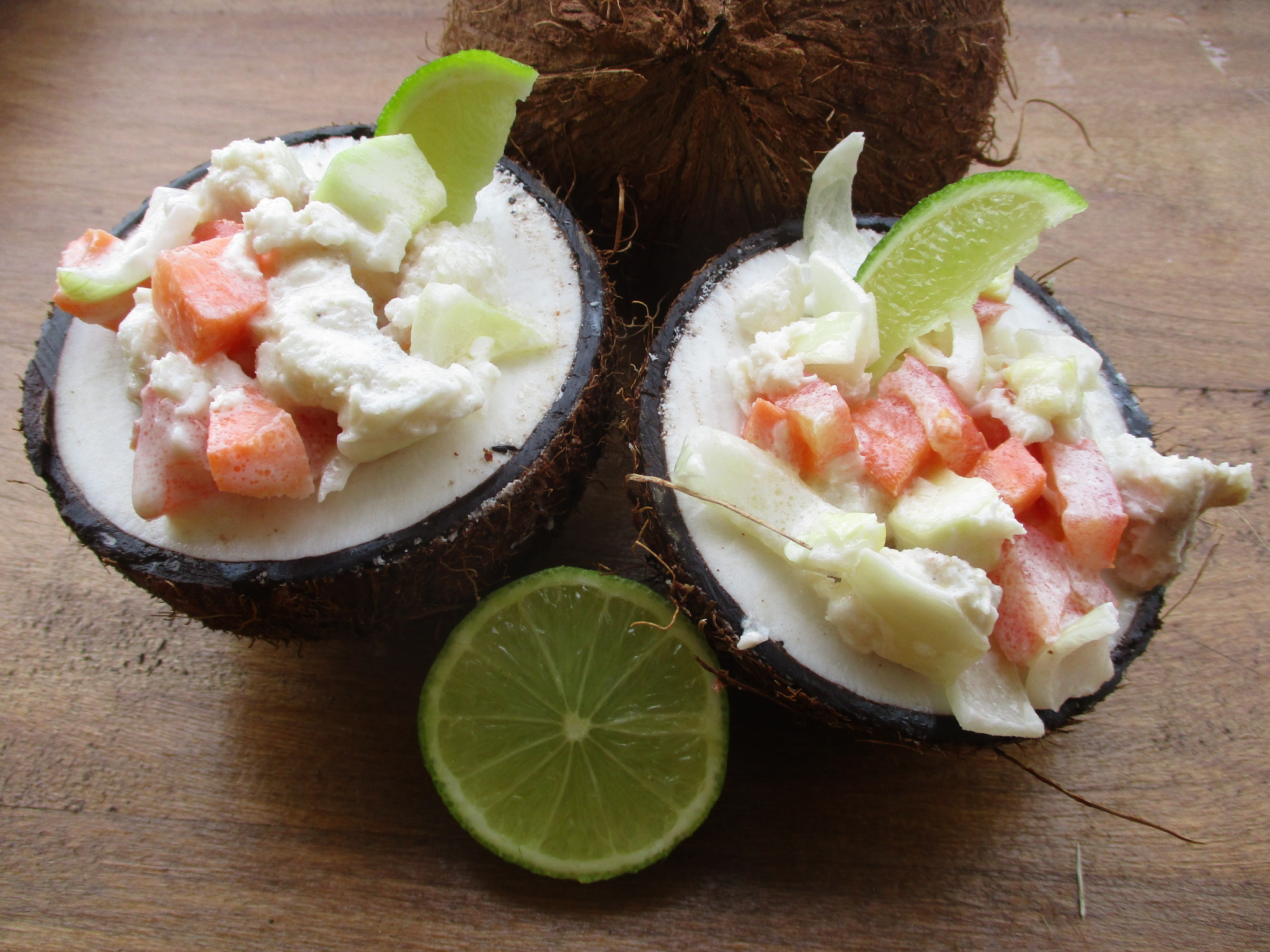
Ika mata podávaná v kokosových skořápkách

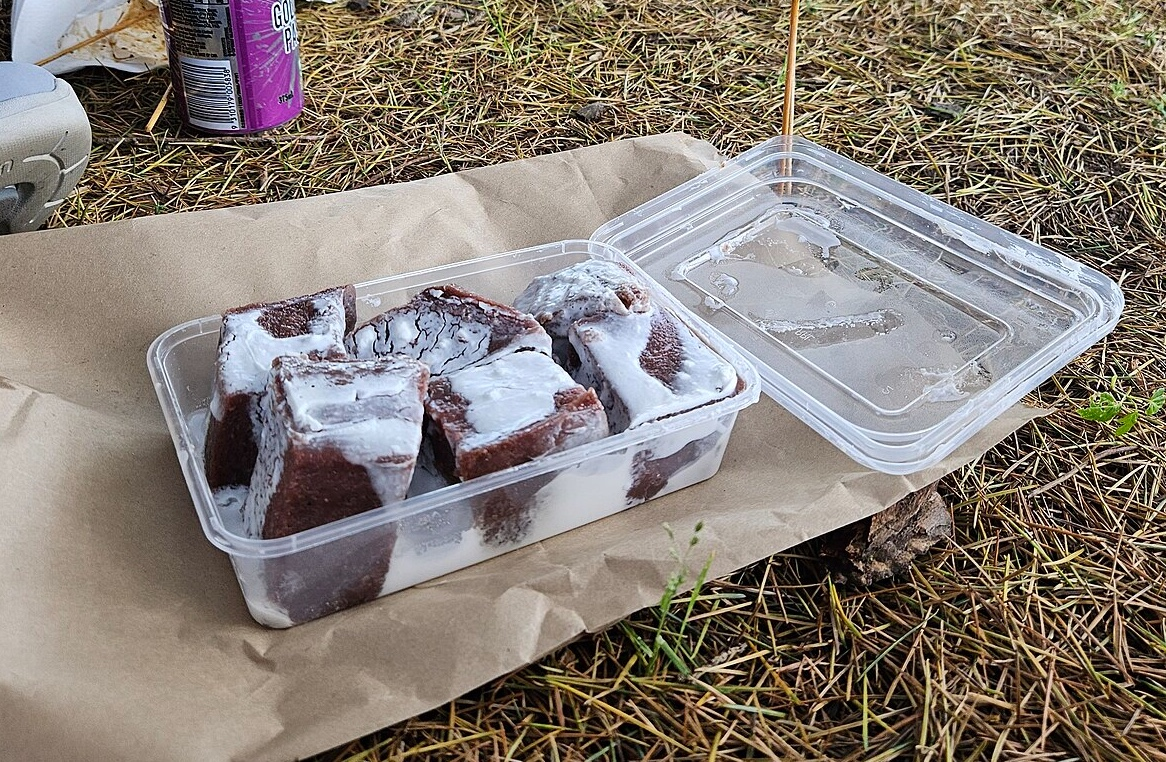
Banánové poke

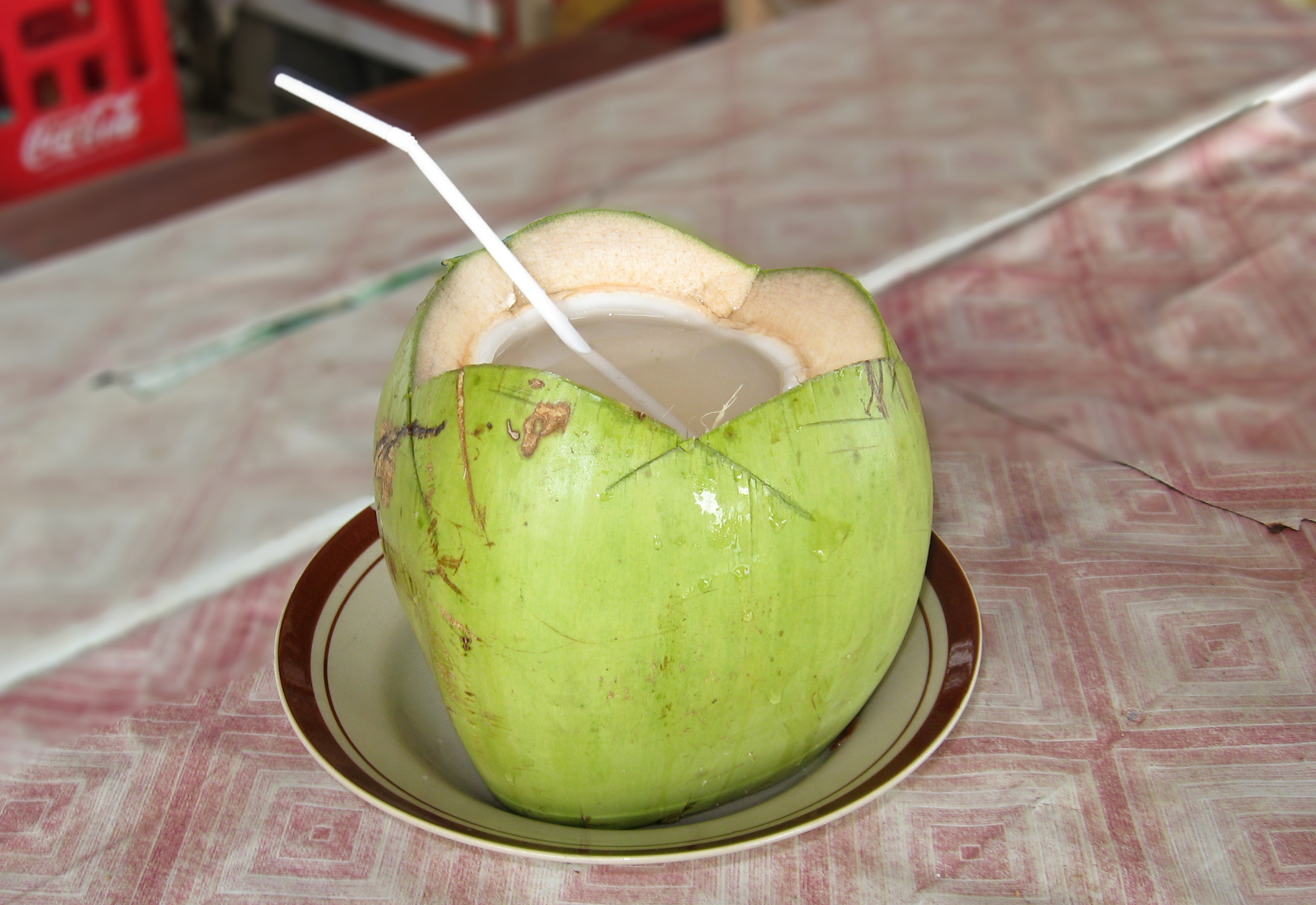
Kokosová voda v mladém kokosu

Kuchyně Cookových ostrovů odráží polynéské tradici i přírodní podmínky Cookových ostrovů, přidruženého území Nového Zélandu. Mezi důležité suroviny kuchyně Cookových ostrovů patří ryby, mořské plody, kokos, taro nebo různé druhy tropického ovoce. Některé pokrmy se připravují tradiční technikou umu, v hloubených pecích s rozpálenými kameny. Obdobou umu je novozélandské hāngi.

## Příklady pokrmů a nápojů z Cookových ostrovů
Příklady pokrmů a nápojů z Cookových ostrovů:
- Ika mata, kousky syrového rybího masa marinovaného v citrusové šťávě, podávané s kokosovým mlékem a zeleninou.
- Rukau, dušené listy taro s kokosovým mlékem a cibulí.
- Eke takere, chobotnice v kokosové kari omáčce.
- Banánové poke, sladký banánový pudink.
- Rori, smažené mořské okurky.
- Grilované ryby
- Tuňákové sašimi
- Aitutaki snowball, dezert z ostrova Aitutaki, kopeček vanilkové zmrzliny obalený mletým kokosem.
- Kokosová voda[5]
- Pivo, místní pivovar se nazývá Rarotonga.[6]
- Bush beer, alkoholický nápoj z tropického ovoce z ostrova Atiu.[7]